# 大斑霾灰蝶
大斑霾灰蝶（学名：Phengaris arionides），一种分布于东亚地区的鳞翅目昆虫，原属于灰蝶科霾灰蝶属（Maculinea），现霾灰蝶属已并入白灰蝶属。

## 形态特征
成年雄蝶双翅正面底色为浓紫蓝色，前翅外缘和后翅周缘均有缘带，缘带一般为紫黑色带，雌蝶缘带比雄蝶宽。翅反面青灰色，翅反面的斑列可透视，亚外缘有2列黑斑列，前翅后中斑列的斑纵长而大，后翅黑斑较小，近似圆形。